# One Man Army (Album)
One Man Army ist das zweite Album der aus Glasgow, Schottland stammenden Alternative-Rock-Band Kassidy. Es wurde am 27. April 2012 veröffentlicht. Es vereinigt mehrere Tracks des Quartetts, die alle Songs selbst geschrieben haben und diesmal Verstärkung durch den Schlagzeuger Kieran Logan bekommen haben.

## Titel
1. Kallisti (?????S???) – 0:35
2. Get by – 3:47
3. Maybe I'll Find – 3:51
4. One Man Army – 4:45
5. The Hunted – 3:56
6. Home – 3:46
7. Flowers at the Edge of the Rain – 2:50
8. I Can't Fly – 3:47
9. Driven by Fools – 4:17
10. There Is a War Coming – 3:23
11. This Life Is an Ocean – 5:10
12. The Betrayal – 3:38
13. Afterburn – 3:22 (Hidden Track)
14. Anybody Else – 3:53
15. The Four Walls – 3:35

### Bonus-Titel
1. People Like Me – 4:14
2. I've Seen the World – 4:08

## Rezeption
The Guardian merkt zu ihrer zweiten CD an, dass eine Ähnlichkeit mit der Musik vom Crosby, Stills and Nash vorhanden sei, aber ihre Musik eher aus weichgemachtem Gitarren-Sound besteht.
On their second album, they certainly fall back on derivative harmonic techniques – any resemblance to Crosby, Stills & Nash is, presumably, intentional – and aim for a sweetly emollient guitar sound rather than originality.
Allmusic merkt an, dass die Lieder ihren Refrains und große Pracht entwickeln, wie z. B. bei „The Hunted“ und „I cant fly“. Sie würden sich nicht nur größer, sondern auch feiner als die Songs auf das letzte Album Hope St. seien.
With their big choruses and building grandeur, songs like „The Hunted“ and „I Can't Fly“ feel not only larger, but much more refined than the songs on the group's last album.

## Bemerkungen
- Titelliste vom iTunes Store.[4]
- Credits von Allmusic, englisch.[5]
- Der Titel Afterburn ist ein so genannter Hidden Track